# Teodor Telander
Olof Teodor P:son Telander, ursprungligen Pettersson, född 1 januari 1875 i Stockholm, död 16 juli 1965 i Bromma församling, Stockholm, var en svensk tidningsman.

## Biografi
Telander var 1895–98 medarbetare i Svenska Morgonbladet, 1898–1907 medarbetare och redaktionssekreterare i Jönköpings-Posten samt 1907–17 politisk medarbetare och andre redaktör i Svenska Morgonbladet. Då nämnda tidnings politiska färg förändrades, övergick Telander, som vid denna tidpunkt betraktades som konservativ, 1917 till Stockholms Dagblad, där han till våren 1921 var andre redaktör. I april 1921 blev Telander redaktionschef vid Aftonbladet, samt i februari 1923 därjämte tidningens utgivare. Åren 1925–32 var han dess huvudredaktör. Under Telanders ledning utstakades Aftonbladet politiska linje, som fram till andra världskrigets slut uttryckte stöd för nazismen och Nazityskland.
Politiskt deltog Telander från 1920-talet i Allmänna valmansförbundets val- och organisationsarbete, bland annat som ordförande i dess avdelning i Engelbrekts församling i Stockholm. Han medarbetade även i flera av dess politiska publikationer. Då partiets ungdomsförbund 1934 bröt sig ut ur partiet och bildade en egen organisation, det pronazistiska Sveriges nationella förbund, kom Telander att stödja denna organisation. Efter att ha lämnat Aftonbladet fortsatte han från 1938 som huvudredaktör för SNF:s partiorgan Nationell Tidning. Åren 1941–51 var han chefredaktör för SNF:s tidning Dagsposten, och därefter för dess efterföljare, veckotidningen Fria Ord, fram till 1957.
I sitt första äktenskap var Telander gift med Hanna, född Sandstedt (1878–1940). Tillsammans fick de tre barn: dottern Marianne (gift Björling, 1904–1979) och sönerna Gunnar (1906–1981) och Evald (1910–1988). Efter hustruns död gifte han om sig med Margareta, född Karlström (1899–). Han är begravd på Danderyds kyrkogård.